# Nova Santa Helena
Nova Santa Helena este un oraș în Mato Grosso (MT), Brazilia.